# Sandford-on-Thames
Sandford-on-Thames is een civil parish in het bestuurlijke gebied South Oxfordshire, in het Engelse graafschap Oxfordshire met 1213 inwoners.